# Calonge i Sant Antoni
|  | Aquest article tracta sobre el municipi del Baix Empordà. Vegeu-ne altres significats a «Calonge (desambiguació)». |

Calonge i Sant Antoni (IPA: [kuɫɔ́ɲʒə i sən .ənˈtɔ.ni]) és un municipi de Catalunya situat a la comarca del Baix Empordà. La població està dividida en dues parts: una vila medieval en un pujol —anomenada Calonge o Calonge de les Gavarres— i una altra de moderna, destinada a lloc de vacances al costat del mar (anomenada Sant Antoni de Calonge o Sant Antoni de Mar). El centre urbà principal i el poble original són a uns quatre quilòmetres de distància terra endins de la badia de Palamós. Algunes torres i parets del castell de Calonge daten del segle xiii.
La part moderna i costanera, principalment utilitzada per a les vacances, és coneguda com a Sant Antoni i està situada entre la Torre Valentina i Santa Maria del Mar (Sant Daniel).

## Geografia
- Llista de topònims de Calonge i Sant Antoni (Orografia: muntanyes, serres, collades, indrets..; hidrografia: rius, fonts...; edificis: cases, masies, esglésies, etc).

El municipi està situat en una zona molt turística que la podem anomenar com a l'Empordà Meridional, que conforma tots els municipis de costa del Baix Empordà, i de fet, el municipi està envoltat d'altres municipis turístics veïns que també formen part d'aquesta zona com Palamós, Begur, Sant Feliu de Guíxols, Calella de Palafrugell, Platja d'Aro, Pals... i molts més muncipis.
| Entitat de població    | Habitants (2024) |
| Calonge                | 6.107            |
| Sant Antoni de Calonge | 3.381            |
| Treumal                | 1.304            |
| Sant Daniel            | 830              |
| Cabanyes               | 581              |
| Font: Idescat          |                  |

### Hidrografia

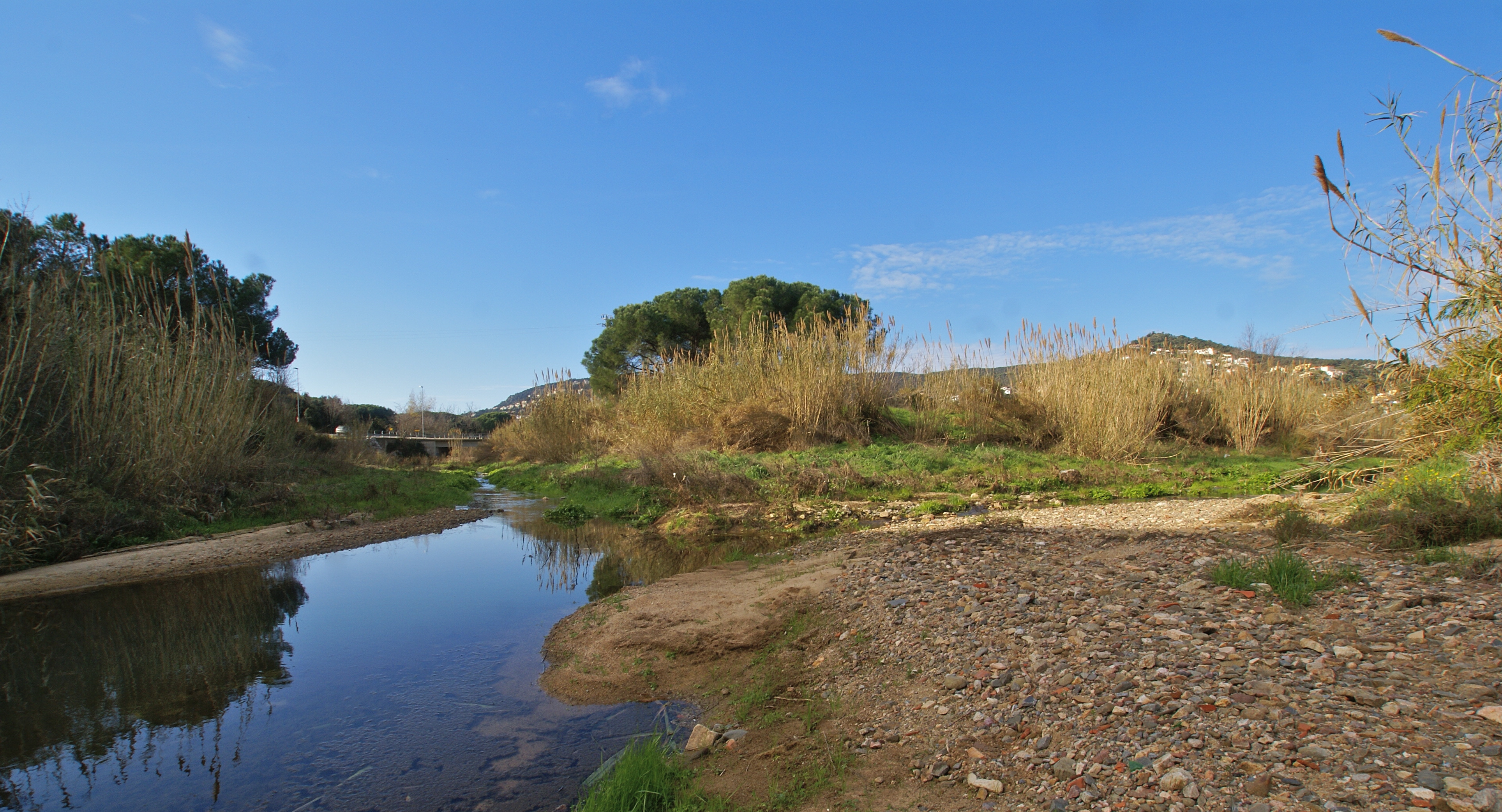
La Riera de Calonge, que neix a l'aiguabarreig de la riera dels Molins i del Rifred.

El municipi de Calonge i Sant Antoni forma un amfiteatre al massís de les Gavarres, que vessa directament al mar Mediterrani, per una xarxa de torrents i de rieres de règim estacional. L'explotació humana i les necessitats d'aprovisionar una població que gairebé es duplica a l'estiu, van fer baixar el mantell freàtic i van provocar la salinització dels pous als marges de les rieres. En veure el cabal actual, és difícil d'imaginar, per exemple, que —abans del boom turístic— l'aigua resultés suficient per a accionar uns sis molins a la riera dels Molins, avui gairebé seca durant tot l'any.

## Història
El municipi de Calonge i Sant Antoni ha estat habitat des de temps molt llunyans. L'existència de nombrosos dòlmens i menhirs, com el dolmen de Puigsesforques, un dels grans megàlits catalans i un dels més propers al mar, demostren la preferència que van tenir les cultures prehistòriques per a aquests llocs. El poblat ibèric de Castell Barri és un dels jaciments més importants de l'època. Les descobertes de ceràmica ibèrica han demostrat que aquest poblat té un origen no posterior al segle IV aC.
La civilització romana va escollir aquest mateix indret per fer-hi una vila d'estiueig. Les descobertes indiquen que als segles II i IV després de Crist hi havia a Calonge una important fosa i, probablement, també una facto comercial d'importació.
Al segle viii es va començar a construir el castell de Calonge, una de les fortaleses més grans del Baix Empordà, situat en el nucli antic del municipi. El castell va ser fundat pels comtes de Girona, amb la finalitat de vigilar les ràtzies sarraïnes. Durant el segle xii, es va construir una altra de les edificacions significatives de Calonge i Sant Antoni: el monestir de Santa Maria del Mar o del Collet. El segle xiii és l'època de màxima esplendor del castell. Una mostra d'aquesta importància va ser la concessió per part del rei per crear un mercat setmanal a Calonge. Ara com ara, el castell és meitat fortalesa i meitat palau. El Castell pertany, actualment, a la Generalitat de Catalunya.
A les acaballes del segle xviii, comença a industrialitzar-se amb fàbriques de taps de suro. Aquesta incorporació al món industrial fa canviar radicalment i d'una manera definitiva no solament l'economia, sinó també la seva vida social. Amb aquesta esplendor econòmica s'arriba al segle xx. A començaments de segle, encara no s'havia descobert la platja com a negoci turístic.
Durant la Guerra Civil espanyola, Sant Antoni de Calonge fou un municipi independent, per decret de la Generalitat de Catalunya, sota els noms de Sant Antoni de Mar i Llevantí de Mar. El 1939 fou annexionat unilateralment per l'ajuntament franquista de Calonge.

## Administració i política
| Alcalde                   | Període   | Partit                          |
| ------------------------- | --------- | ------------------------------- |
| Dídac Medina Gámez        | 1979-1981 | Independents                    |
| Joan Molla Callís         | 1981-1982 | Independents                    |
| Josep Rossello Pijoan     | 1982-1987 | CiU                             |
| Eugeni Darnaculleta Soler | 1987-1995 | PSC                             |
| Josep Rossello Pijoan     | 1995-2003 | CiU                             |
| Jordi Soler Casals        | 2003-2007 | CiU                             |
| Antoni Esteve i Tauler    | 2007-2008 | PSC                             |
| Jordi Soler Casals        | 2008-2019 | CiU                             |
| Miquel Bell-lloch i Palet | 2019-2020 | ERC                             |
| Jordi Soler Casals        | 2020- ... | Junts per Calonge i Sant Antoni |

Actualment a Calonge i Sant Antoni (2023-2027) hi ha un govern format per Junts, el PSC, el PPC i TOTS i mantenint l'actual alcalde Jordi Soler com al capdavant del govern del municipi.
| Candidatura | Candidatura                          | Cap de llista                  | Vots                           | Regidors | % vots |
| ----------- | ------------------------------------ | ------------------------------ | ------------------------------ | -------- | ------ |
|             | Junts per Catalunya                  | Jordi Soler                    | 1.175                          | 6        | 30,53% |
|             | Esquerra Republicana de Catalunya    | Carme Viñas Benítez            | 794                            | 4        | 20,63% |
|             | Partit dels Socialistes de Catalunya | Arturo Prades Martínez         | 407                            | 2        | 10,57% |
|             | Avancem - PDeCAT                     | Josep Abellí                   | 329                            | 1        | 8,54%  |
|             | SOM                                  | Marc Fornós                    | 299                            | 1        | 7,77%  |
|             | Guanyem - CUP                        | Elena Montiel                  | 285                            | 1        | 7,40%  |
|             | Partit Popular Català                | Alberto Mas                    | 274                            | 1        | 7,12%  |
|             | TOTS                                 | Raoni Molina                   | 200                            | 1        | 5,19%  |
| Total       | Total                                | 6.707 (51,48% de participació) | 6.707 (51,48% de participació) | 17       | 100%   |

## Demografia
| 1497 | 1515 | 1553 | 1787  | 1887  | 1900  | 1920  | 1950  | 1970  | 2010   | 2024   |
| 95   | 106  | 118  | 1.817 | 3.157 | 3.393 | 3.141 | 2.416 | 3.941 | 10.789 | 12.316 |

## Cultura

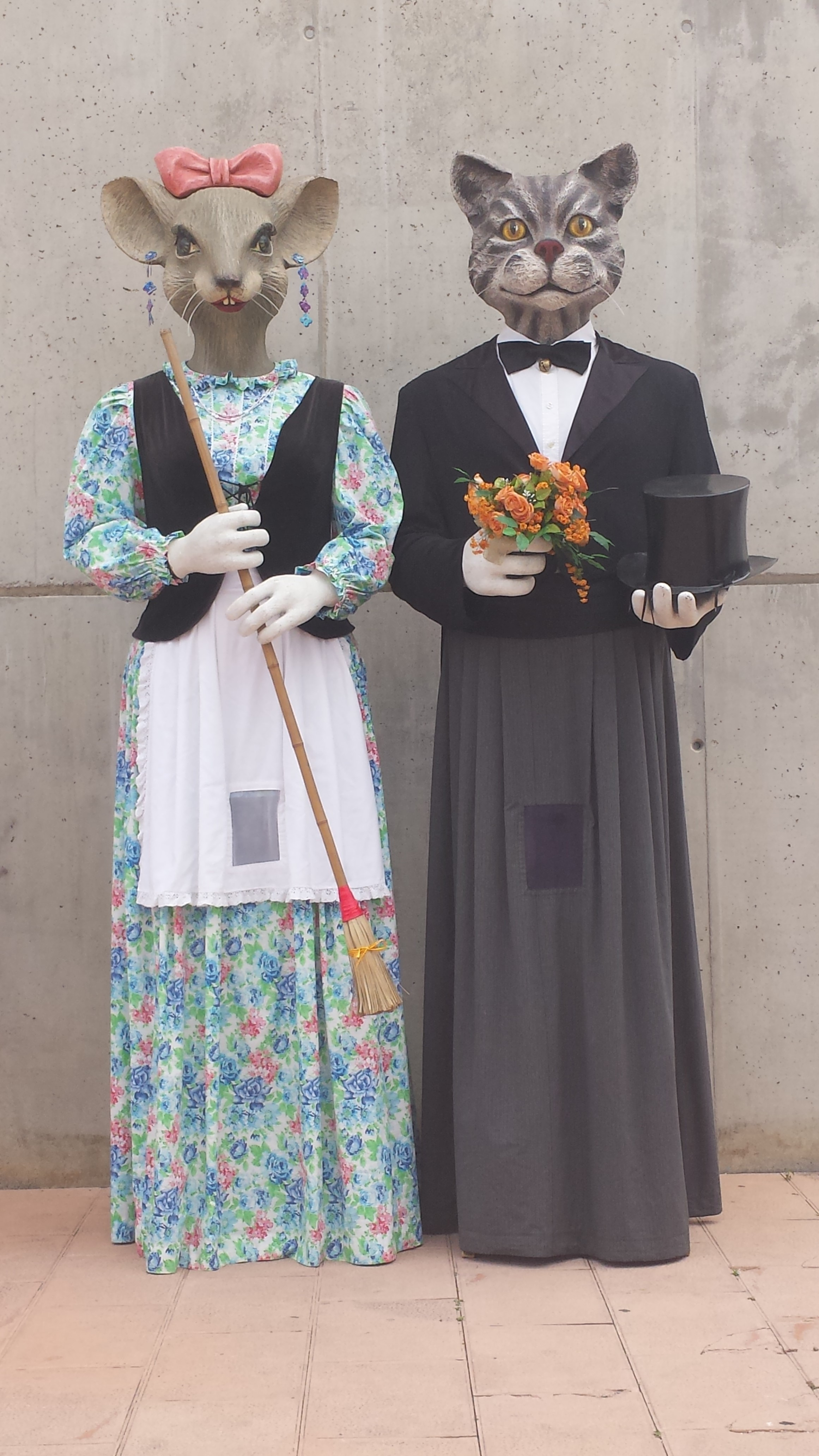
Martí i Valentina

Els Gegants de Calonge són una colla gegantera que es va crear el 2001 a Calonge. Com que el poble de Calonge no tenia personatges prou representatius per fer-ne una parella de gegants, es va pensar en els nens i nenes i van decidir fer el gat i la rata, personatges del conte de la Rateta que escombrava l'escaleta. El gat es diu Martí, en honor del patró del poble. La Valentina representa una rateta ben presumida. Ella rep el nom en homenatge a la torre de guaita que hi ha a la platja, i que és un símbol per a la vila de Calonge. Els gegants padrins d'aquestes figures van ser els gegants de Palamós, en Pere II el Gran i la Constança de Sicília, el dia 22 de gener de l'any 2001. A part de tenir una parella de gegants, també tenen una parella de gegantons, una gegantona, els gegants vells i els capgrossos. L'any 2015, els primers gegants van fer 15 anys, tant ells com la colla que els porta arreu de Catalunya, i altres països. Durant aquests 15 anys, han visitat moltes poblacions com Roses, Palamós, Rubí, Montesquiu, Llagostera, Figueres...

## Llocs d'interès
Si voleu una llista dels monuments vegeu l'article monuments de Calonge i Sant Antoni. Alguns dels més importants són els següents:
- El castell de Calonge
- L'església Sant Martí. A mitjan segle xviii, es va construir l'església parroquial de Sant Martí, al nucli antic de Calonge. És un dels temples més grans de la diòcesi gironina. Originàriament, l'església es va decorar amb un estil barroc neoclàssic molt carregat.
- La Biblioteca Municipal Pere Caner, a l'edifici de l'Antic Hospital
- El Dolmen de Puigsesforques
- El Menhir de can Mont
- La Cala de Roques Planes i la Cala Ses Torretes (o popularment coneguda com a Cala Gogo)
- La Torre Lloreta, a la vall de la Riera del Tinar
- El Passeig de mar de Sant Antoni
- El monistrol de Santa Maria del Collet, també anomenat Santa Maria del Mar
- L'assentament romà de la Vil·la romana del Collet
- Mas Molla de la Riera
- Mas Ponsjoan

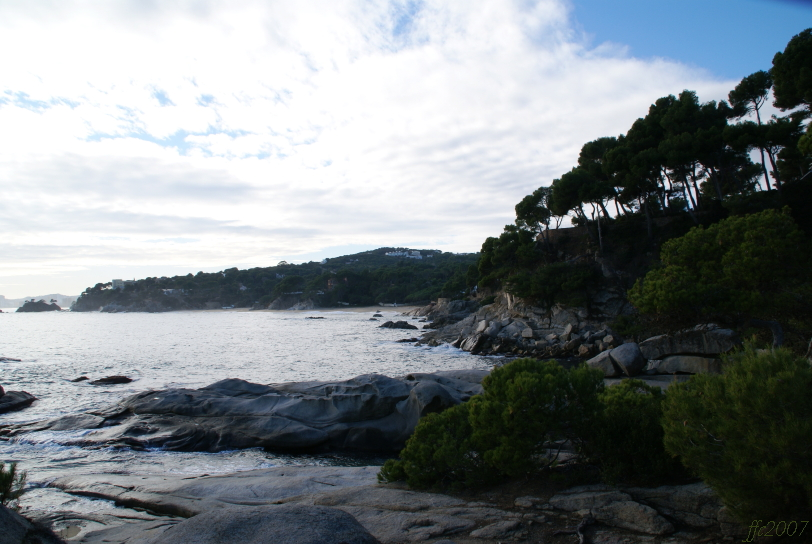
Roques Planes
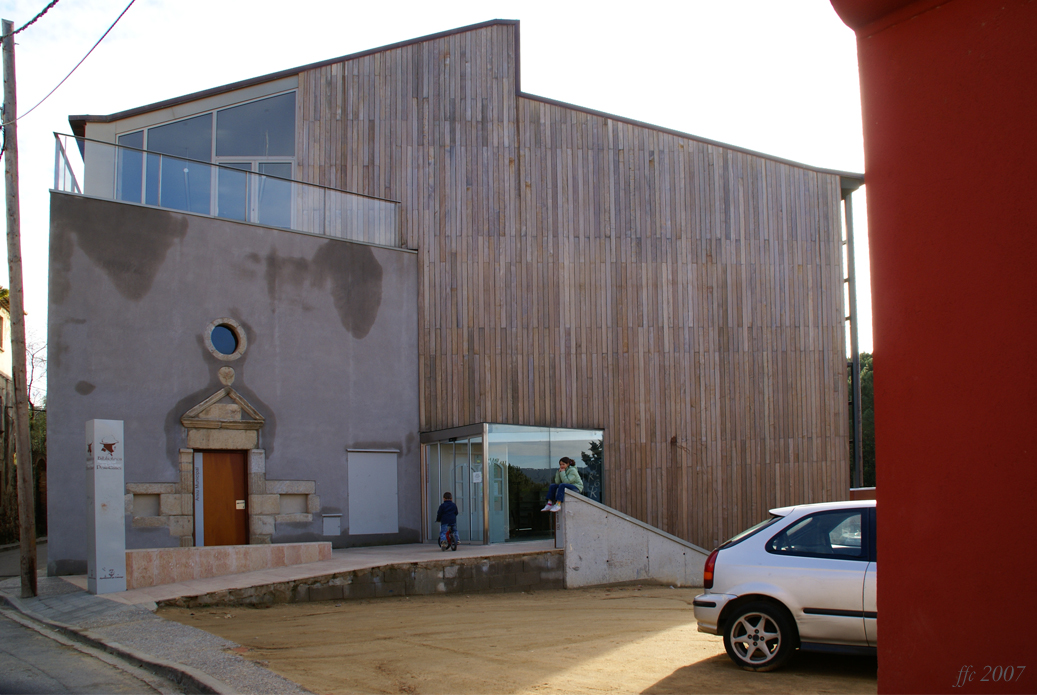
La biblioteca municipal
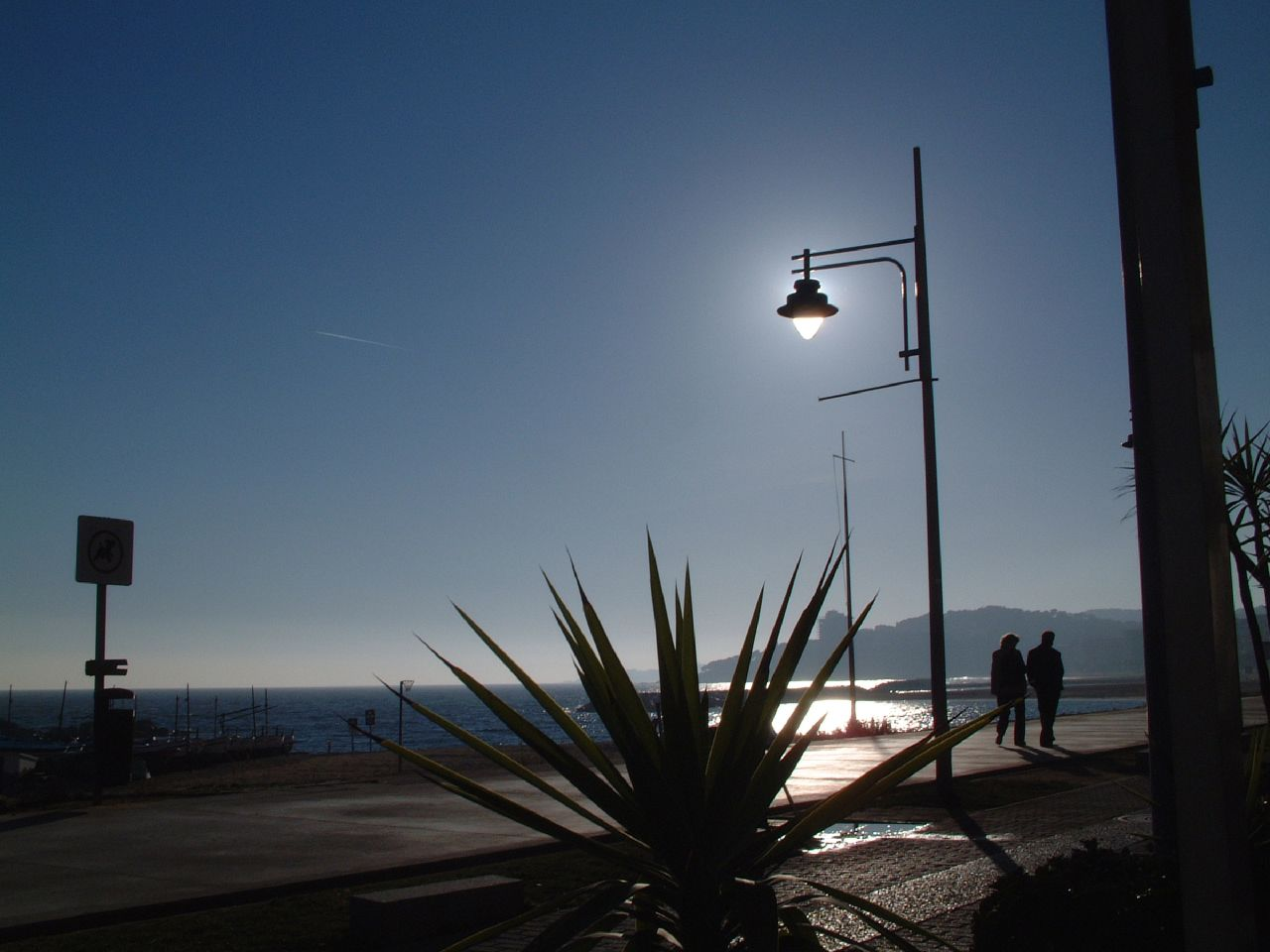
Passeig de Sant Antoni
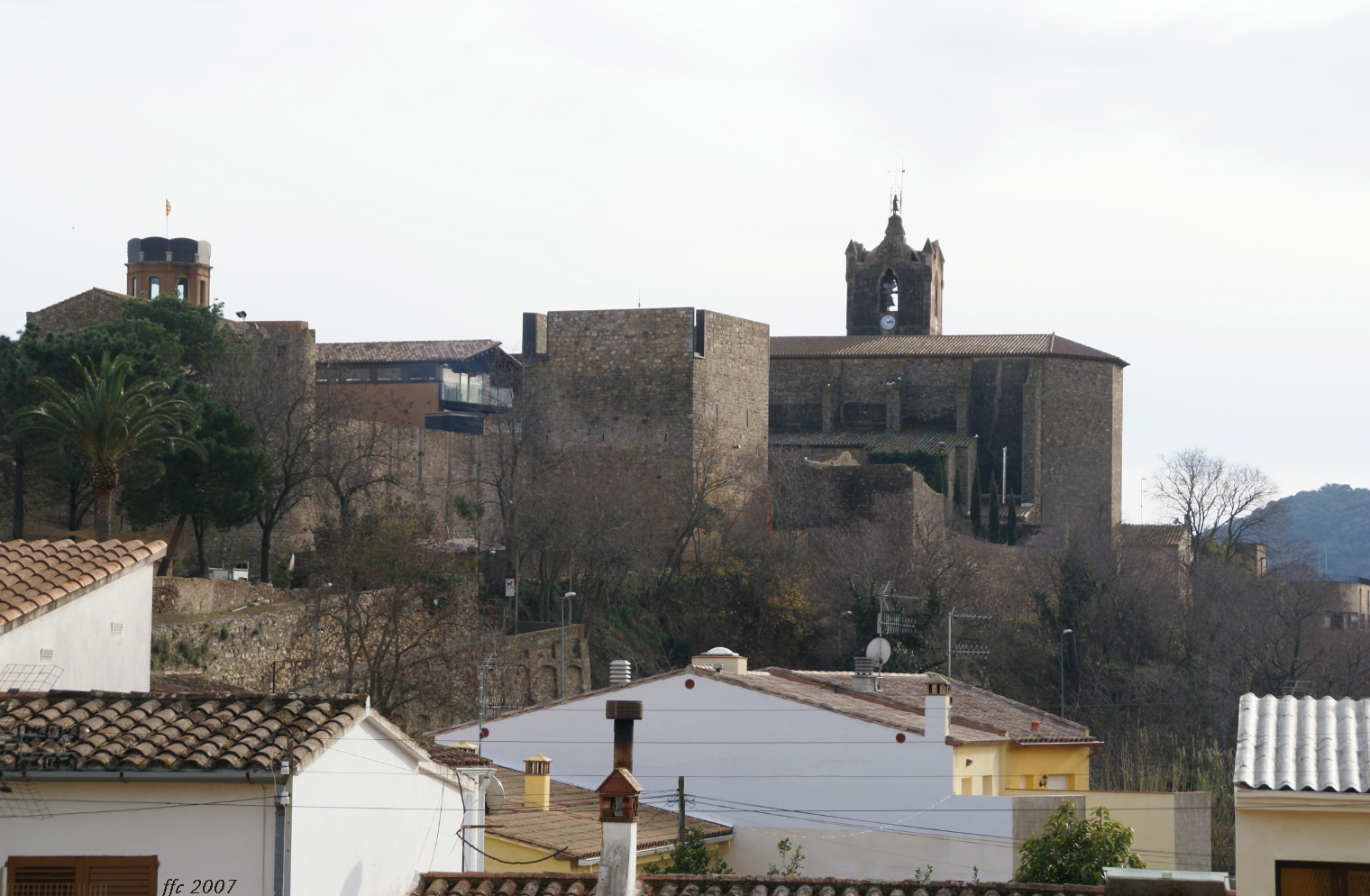
El castell i l'església
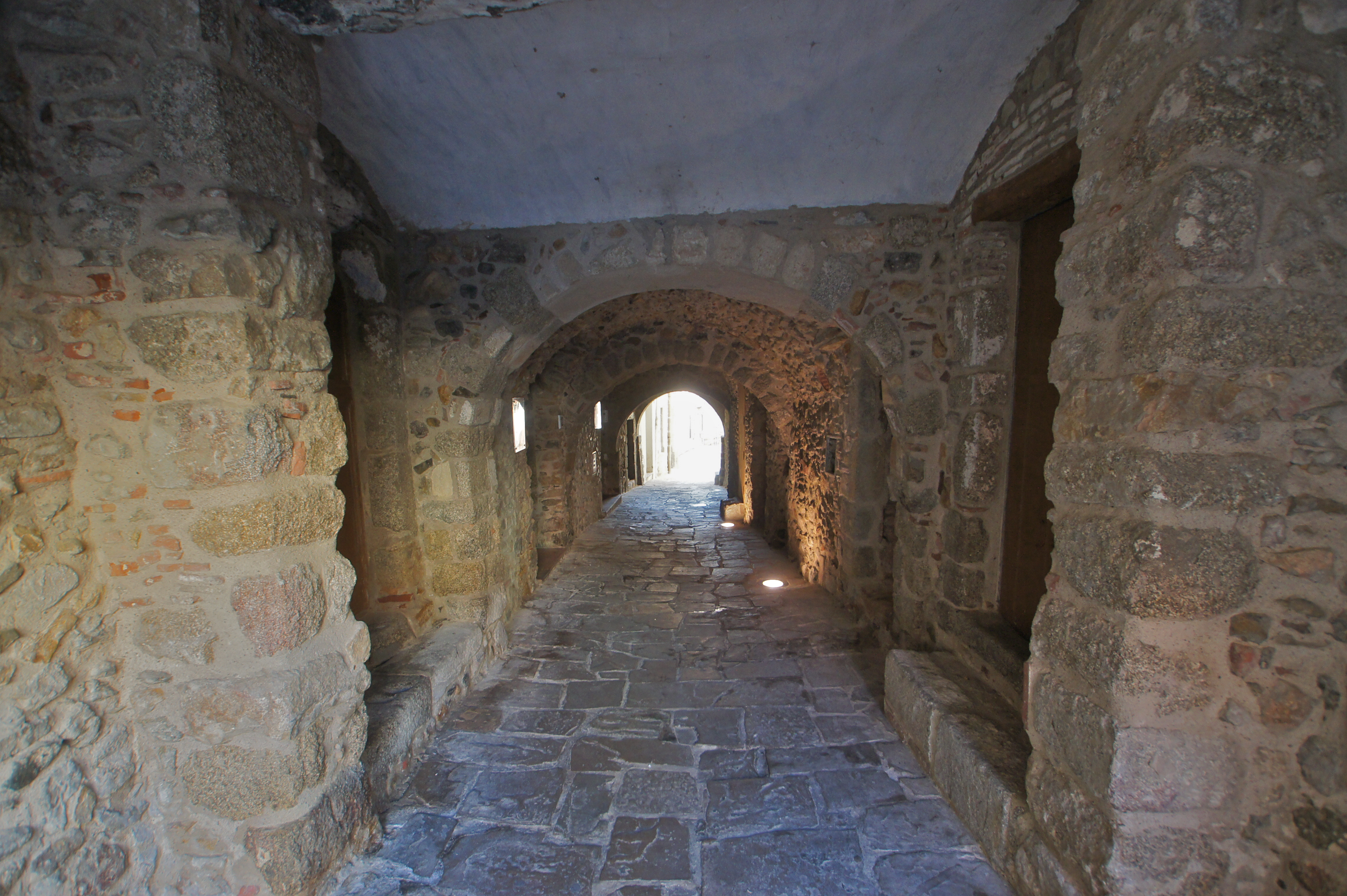
Carrer del Càcul

## Calongins i calongines destacats[7][8][9][10][11]
- Pere Caner i Estrany (1922-1982)
- Patrici Clara i Carles (1859-1939)
- Dolors Hubach i Vilarrodà (1928-2012)
- Ivan Joanals i Ametller (1984)
- Artur Mundet i Carbó (1879 – 1965)
- Josep Mundet i Carbó
- Enric Lluís Roura i Vilaret (1865 - 1921)
- Pere Rosselló i Blanch (1897-1970)
- Josep Sardó Cassà (1848-1893)
- Ricard Viladesau i Caner (1918-2005)
- Enric Vilà i Armengol (1911-2007)
- Isabel Vilà i Pujol (1843 – 1886)
- Lluís Vilar i Subirana (1926-2001)
- Josep Morera i Sabater (1887-1971)

Hi va residir l'actriu britànica i estrella de Hollywood Madeleine Carroll (1906-1987), que està enterrada al cementiri del poble.